# Universitari - Molto più che amici
Universitari - Molto più che amici è un film del 2013 diretto da Federico Moccia.

## Trama
Tre studenti universitari fuori sede condividono una casa, una ex clinica ora adibita per volere del proprietario a residenza da affittare. L'universo maschile in cui vivono, però, sta per essere invaso dalle donne. Ed infatti il proprietario dello stabile decide di affittare le camere dell'ex clinica anche alle studentesse.
E così Francesca, Giorgia ed Emma irrompono a Villa Gioconda e sconvolgono l'instabile equilibrio che si era venuto a creare tra i ragazzi. Carlo, Giorgia, Emma, Alessandro, Faraz e Francesca, affrontano così un anno di università insieme.

## Riprese
Il film è stato girato a Roma. Le riprese hanno avuto inizio nel 2012.

## Colonna sonora
Il tema musicale del film è il brano Io per te degli Arhia in duetto con Mietta. Il videoclip è girato e diretto dallo stesso Moccia. La colonna sonora contiene anche i brani: Changes di Jack Savoretti, Fallin' for You del gruppo musicale statunitense R5 e Small Bump del cantante inglese Ed Sheeran.
Altre canzoni sono:
- Happiness, Alti e Bassi;
- Movin' On, Good Charlotte;
- Hey, Soul Sister, Train;
- Summer Paradise, Simple Plan ft. Sean Paul;
- I Love It, Icona Pop ft. Charli XCX;
- Higher Lights, Angela Stillo;
- You Won't Feel a Thing, The Script;
- Bene se ti sta bene, Arisa;
- Giovani tentazioni, Gerardo Pulli;
- Locked Out of Heaven, Bruno Mars;
- Try (cover Go North to Go South), Pink (cantante);
- People Help The People, Arianna Cleri;
- Just the Way You Are, Bruno Mars;
- Stupida, Alessandra Amoroso.

## Incassi
Nel primo fine settimana di uscita il film si è posizionato sesto nella classifica box office. La pellicola ha incassato 356.000 euro.

## Distribuzione
Il film è uscito nelle sale italiane il 26 settembre 2013.
La presentazione del film è avvenuta presso l'Università degli Studi Niccolò Cusano di Roma (alla presenza del regista, del cast, di psicologi e universitari).